# 3302 Schliemann
A 3302 Schliemann (ideiglenes jelöléssel 1977 RS6) a Naprendszer kisbolygóövében található aszteroida. Nyikolaj Sztyepanovics Csernih fedezte fel 1977. szeptember 11-én.